# Подлящук, Павел Исаакович
Павел Исаакович Подлящук (19 мая 1907, Брест-Литовск — 1987) — русский писатель, очеркист.
Награждён орденом «Знак Почёта», медалями. Лауреат премии Всесоюзного общества «Знание» (1978). Член Союза писателей СССР (1967). Автор биографии Инессы Арманд. Похоронен на Донском кладбище в Москве.

## Сочинения

### Проза
- Жизнь Ивана Русакова: Наброски к биографии большевика. — Калинин, 1961
- Товарищ Инесса: Документальная повесть. М., 1963[1]
- Партийная кличка — «Лунный»: Документальная повесть. — М., 1964
- Повесть о «Красном докторе». — М., 1967[2]
- Стойкость. — Воронеж, 1970. В соавторстве с Я. Д. Гродзенским
- Основа. — М., 1970 (Герои Советской Родины)[3]
- Иван Иванович. — М., 1973
- Богатырская симфония. — М., 1977[4]
- Повесть о рядовом революции. — М., 1982 (Борцы за великое дело)